# Pol (groeivorm)

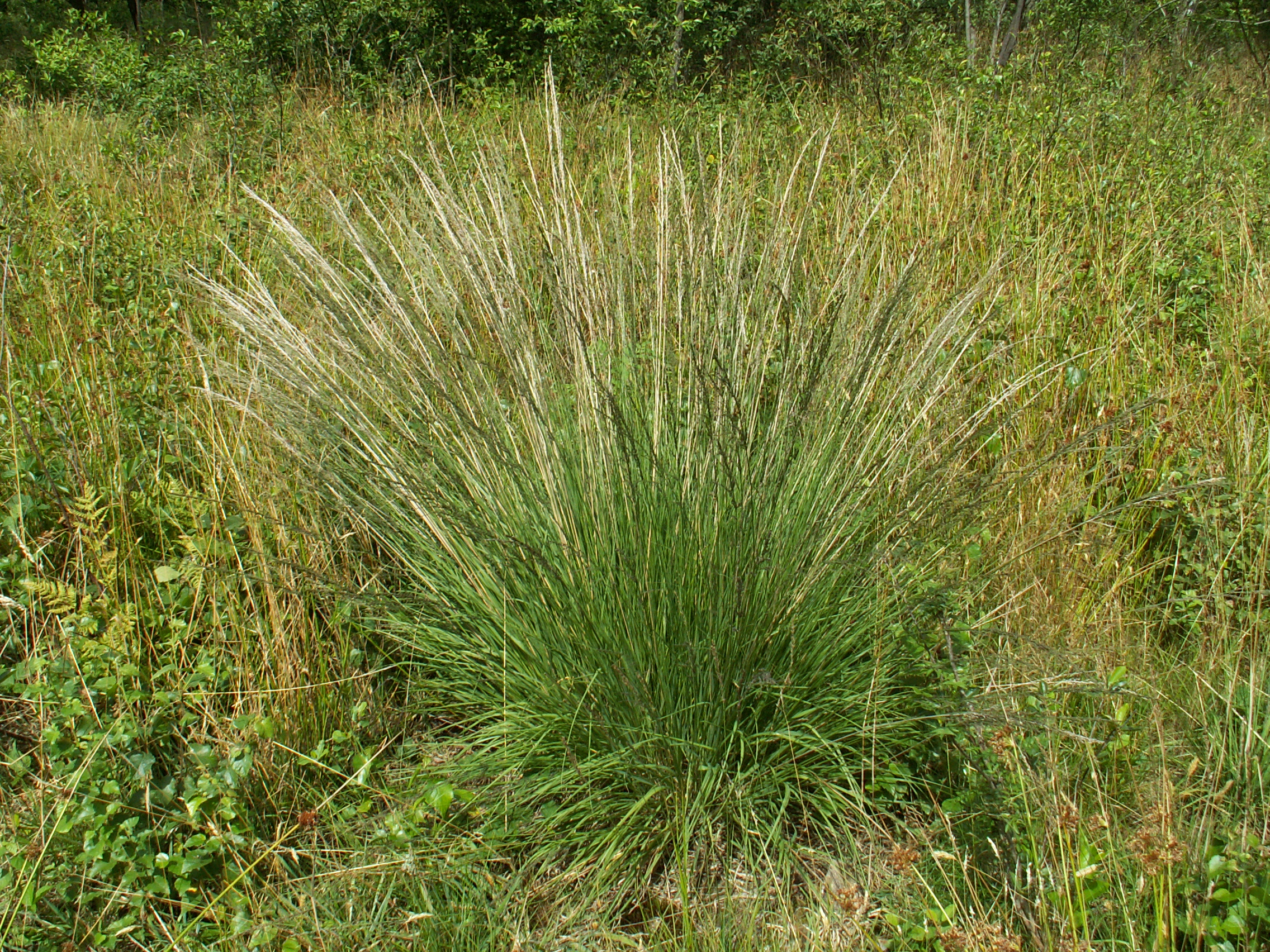
Pijpenstrootje (Molinia caerulea), een voorbeeld van een polvormende vaatplant.

Met een pol (meervoud: pollen) bedoelt men in de beschrijvende botanie een groeivorm bij overblijvende kruiden die zich ontwikkelen als een cluster van relatief veel, dicht bij elkaar groeiende scheuten. De onderste knoppen van polvormende planten ontwikkelen zich zonder dat daarbij stolonen gevormd worden. Ondergronds hebben pollen doorgaans een sterk samenhangende kluit met wortels.
Ook in de bryologie en lichenologie spreekt men van pollen wanneer een mos- of korstmosindividu als een cluster van relatief veel en dicht bij elkaar groeiende scheuten groeit.

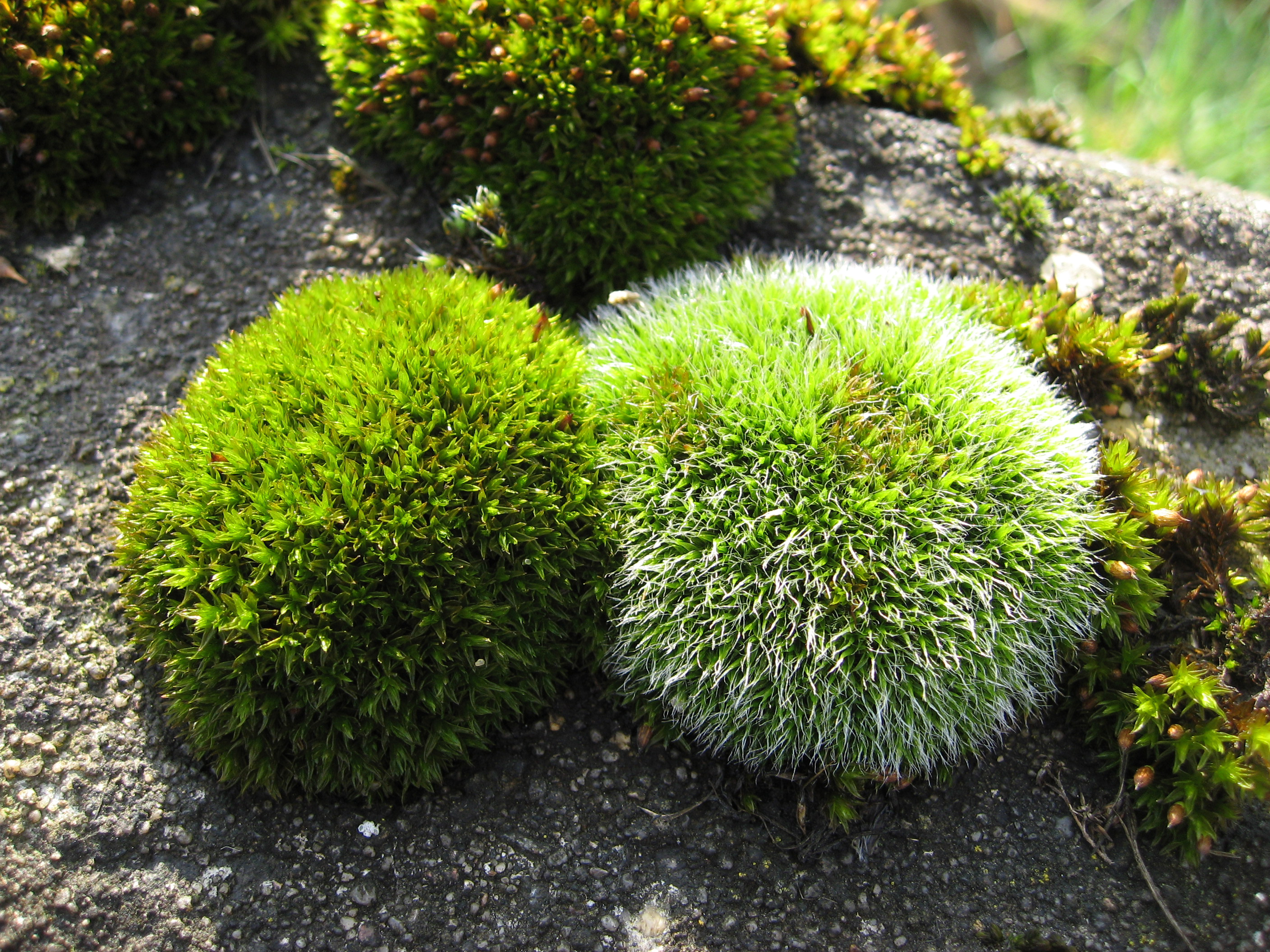
Twee soorten polvormende mossen: gesteelde haarmuts (links) en gewoon muisjesmos (rechts).

Pollen kunnen door hun samenhang kleine heuveltjes boven het omringende vlakke landschap vormen of eilandjes binnen watervlaktes, drasland of moerassen vormen. Deze worden naar hun verschijningsvorm ook pollen genoemd. In het spraakgebruik is deze betekenis als 'rondachtig, omhoogstekend voorwerp' soms ook uitgebreid tot (soms zandige) heuvels waarop bijvoorbeeld een boerderij werd gebouwd. Als zodanig is pol in verschillende toponiemen terug te vinden en verwant aan het woord donk of terp. Het woord polder hangt ook met deze betekenis samen.

## Fotogalerij

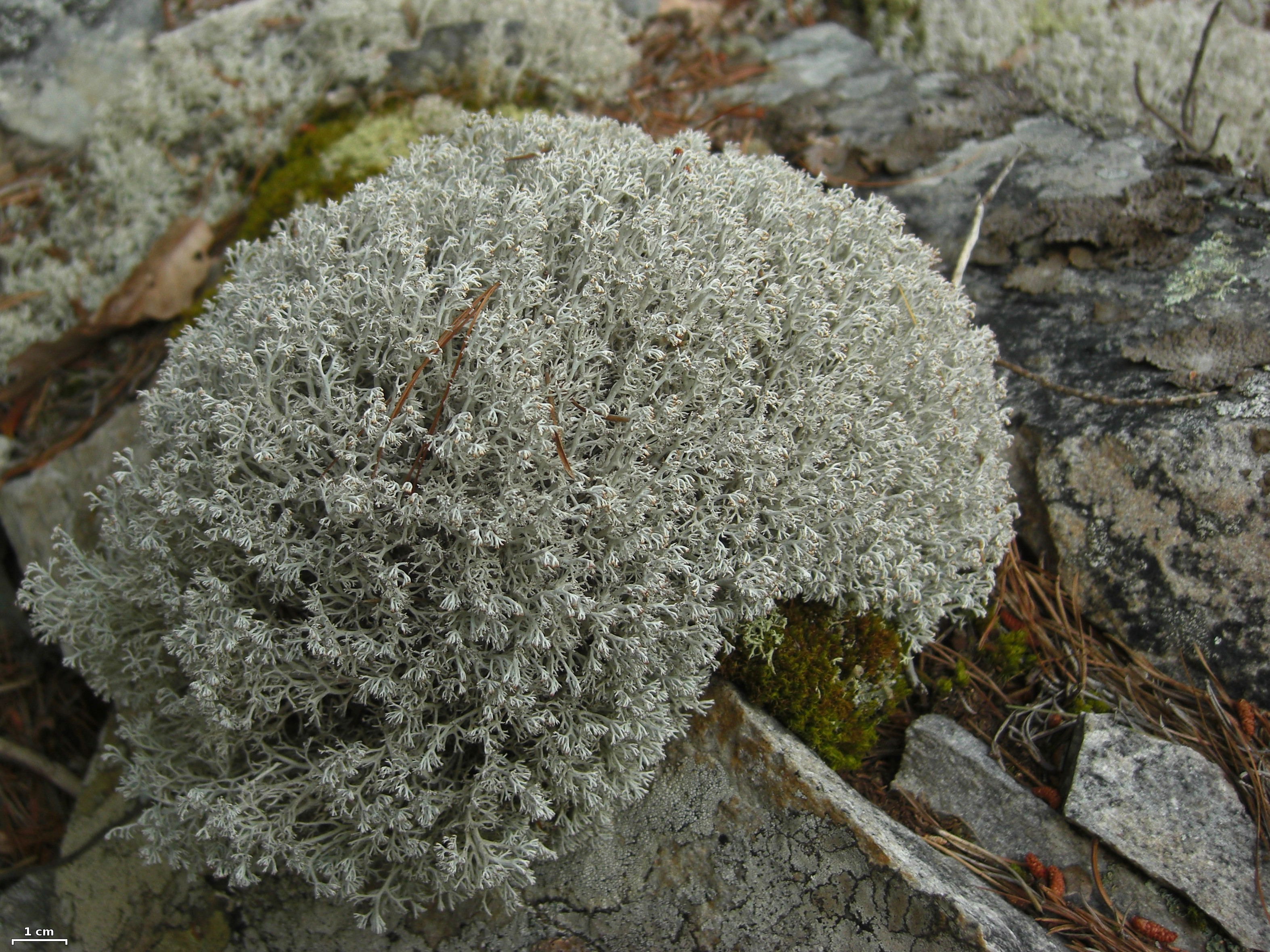
Een pol van echt rendiermos
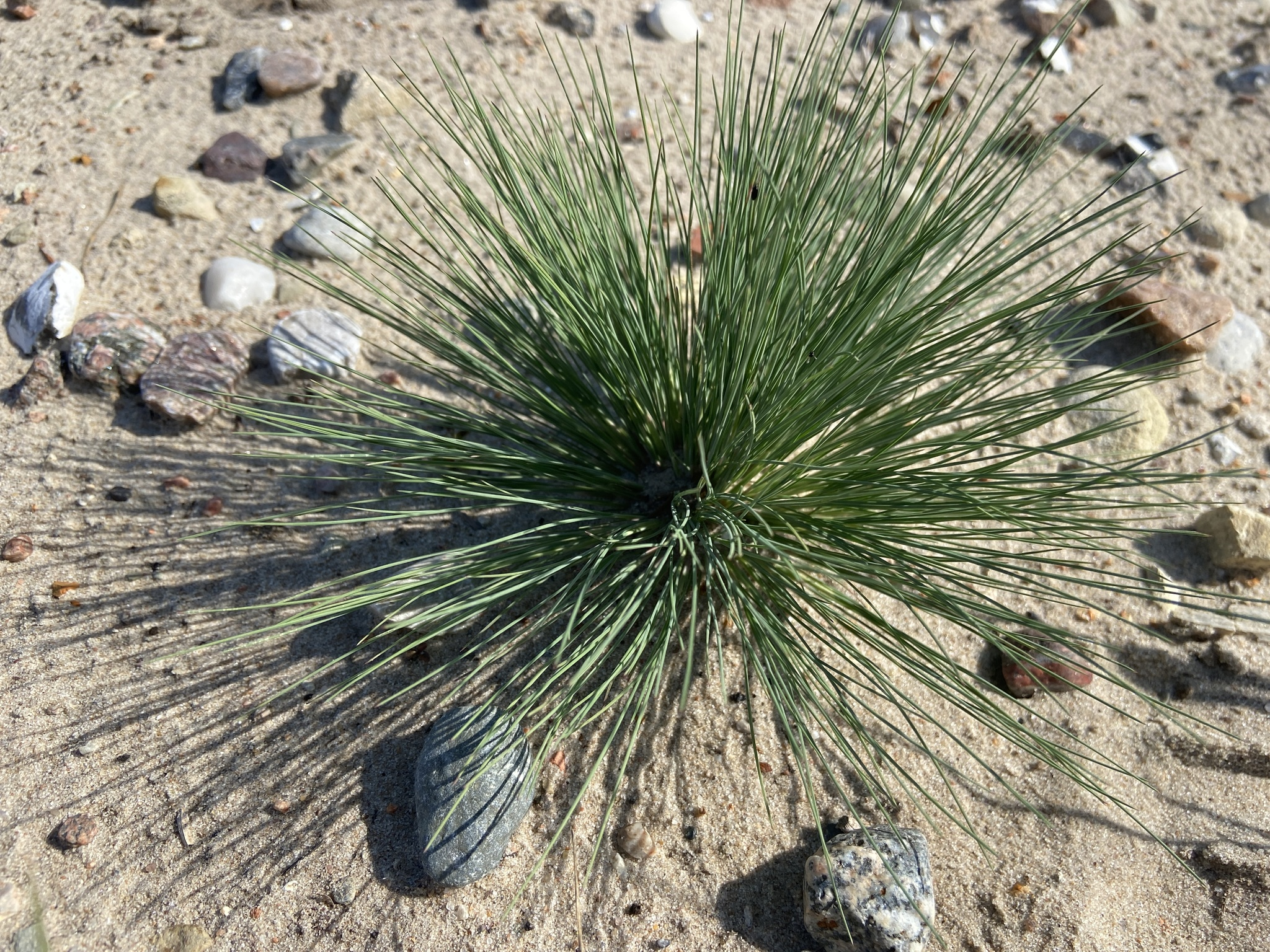
Een pol van buntgras
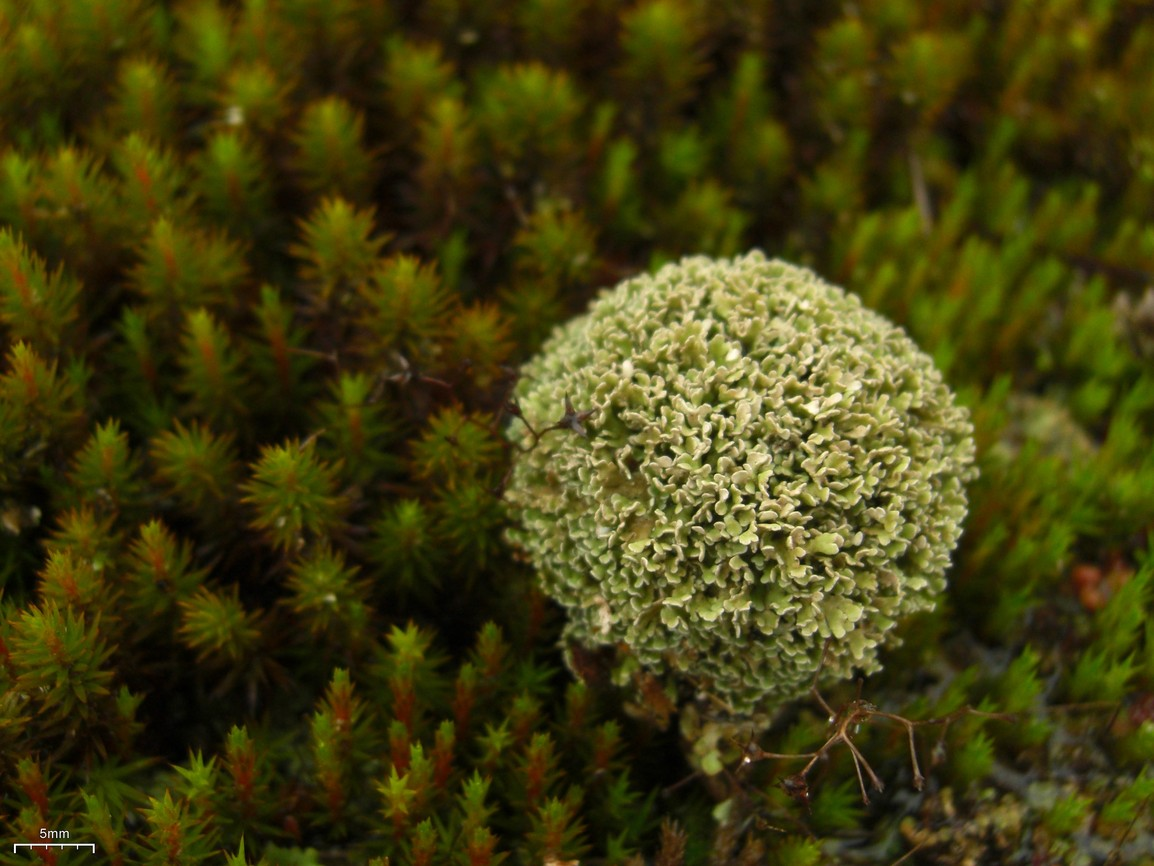
Een pol van hamerblaadje